# Violencia sexual en la guerra de Vietnam
La violación fue uno de los varios actos de violencia sexual como arma de guerra cometido con más frecuencia contra mujeres civiles vietnamitas durante la guerra de Vietnam. Fue uno de los diversos abusos de los derechos humanos perpetrados por Estados Unidos y Corea del Sur, así como por combatientes vietnamitas locales. Según la politóloga estadounidense Elisabeth Jean Wood, los comandantes estadounidenses permitían las violaciones a mujeres por parte del resto de militares.: 65  La profesora estadounidense Gina Marie Weaver afirmó que los crímenes documentados contra mujeres vietnamitas cometidos por soldados estadounidenses no fue ignorado únicamente durante el discurso jurídico internacional que tuvo lugar inmediatamente tras el conflicto, sino que feministas contemporáneas y otras personas que se dedican al activismo en contra de las violaciones, así como historiadores, han seguido desestimándolos.
Algunos veteranos estadounidenses creen que la violencia sexual contra las mujeres vietnamitas se vio motivada por «el racismo, el sexismo o una combinación de ambos» como resultado de los fuertes movimientos de reforma social que sacudieron a los Estados Unidos a principios de los años 1970. Sólo 25 casos de violación que involucraban a víctimas vietnamitas, cometidos por el Ejército de los Estados Unidos y 16 casos de violación cometidos por el Cuerpo de Marines de los Estados Unidos dieron lugar a condenas en cortes marciales entre 1965 y 1973.
El tema de los embarazos por violación ha tenido un impacto significativo en las relaciones entre Corea del Sur y Vietnam: estas personas, concebidas mediante la violación de mujeres vietnamitas por soldados surcoreanos, siguen siendo sometidas a un trato discriminatorio por parte del gobierno vietnamita, mientras que su presencia en Corea del Sur no es reconocida por el gobierno surcoreano. En Vietnam, el término Lai Đại Hàn hace referencia a una persona engendrada por una madre vietnamita y un padre surcoreano durante la guerra de Vietnam. El alcance del consentimiento sexual en estas relaciones aún es objeto de debate; un estudio japonés determinó que más de la mitad de los nacimientos de Lai Đại Hàn habían sido resultado de una violación.

## Por personal estadounidense
Durante la guerra de Vietnam, los soldados estadounidenses estacionados en Vietnam del Sur participaron en diversas conductas sexuales, incluido sexo consensuado, prostitución y violación. La mezcla de actividad sexual consentida y violaciones también puede verse como el resultado de la indiferencia hacia una nación en guerra. Según Gregory A. Daddis, algunos instructores del ejército estadounidense aseguraban a los reclutas que podían violar a mujeres vietnamitas, lo que Daddis atribuyó en parte a creencias orientalistas que retrataban a las mujeres asiáticas como «criaturas de una fantasía de poder masculino». Las revistas de aventuras para hombres contribuyeron a crear una cultura que aceptaba la agresividad y la violencia sexual hacia las mujeres vietnamitas.
Según Gina Marie Weaver, hay muchas fuentes primarias repletas de relatos de violencia, incluidos testimonios proporcionados en audiencias abiertas celebradas durante la guerra, casos judiciales, investigaciones militares, informes orales reunidos para su publicación durante y mucho después de la guerra, y obras literarias, como poemas, novelas y memorias.: 6  Numerosos veteranos estadounidenses y otros testigos han presenciado malos tratos sexuales a mujeres vietnamitas durante la guerra de Vietnam.: 47 
Según Kerry Crawford, la violación de mujeres vietnamitas era un "procedimiento operativo normal", con la construcción de burdeles dentro de las instalaciones militares para mantener la moral y la disciplina. Aproximadamente 100 reclutas que fueron entrevistados en la bahía de Cam Ranh, Vietnam, tenían poco que decir sobre las mayores dificultades de la guerra, ya que "las preocupaciones personales de los hombres eran principalmente sexuales". Muchos militares estadounidenses buscaron mujeres locales con la esperanza de llenar el vacío creado por la frustrante guerra de Vietnam. Según Daddis, era muy probable que los líderes militares estuvieran al tanto de esto, ya que un oficial desplegado señaló que sus reuniones informativas abarcaban temas que iban "desde la infraestructura actual del Viet Cong hasta las enfermedades venéreas comunes en Vietnam". Un soldado estadounidense en Vietnam habría dicho:

They are in all-male environment... There are women available. Those women are of another culture, another colour, another society... You've got an M16 rifle. What do you need to pay a lady for? You go down to the village and you take what you want.
Están en un entorno exclusivamente masculino... Hay mujeres disponibles. Esas mujeres son de otra cultura, de otro color, de otra sociedad... Tienes un fusil M-16. ¿Para qué pagarle a una mujer? Bajas al pueblo y tomas lo que quieres.

 Durante la Winter Soldier Investigation, patrocinada por los Veteranos de Vietnam Contra la Guerra (VVAW), algunos de los testimonios de los veteranos del conflicto incluyeron la violación y asesinato de mujeres vietnamitas, algunas de las cuales fueron torturadas y mutiladas sexualmente. Según Mark Baker, quien entrevistó a veteranos de Vietnam para su libro, uno se convertía en un «doble veterano» al «tener relaciones sexuales con una mujer y luego matarla». Un marine mencionó un incidente en el que una chica vietnamita fue violada en grupo por miembros de su unidad, y el perpetrador final le disparó a la víctima en la cabeza. En un incidente similar, un soldado observó que la víctima «se sometió libremente» a la violación para evitar la muerte. En un hospital de Da Nang una enfermera fue asesinada tras ser violada por siete marines.
En su controvertido estudio «La guerra perfecta: la guerra que no pudimos perder y cómo lo hicimos» (del inglés: «The Perfect War: The War We Couldn't Lose and How We did»), James William Gibson sostiene que violar a las mujeres era un medio por el cual algunos soldados podían demostrar su poder sobre las mujeres vietnamitas. Según Gibson, los soldados estadounidenses violaban a chicas vietnamitas y luego las mataban de formas horribles, incluyendo hacer que sus estómagos «explotaran» introduciendo «bengalas» dentro de sus vaginas.

### Procesos y casos destacados

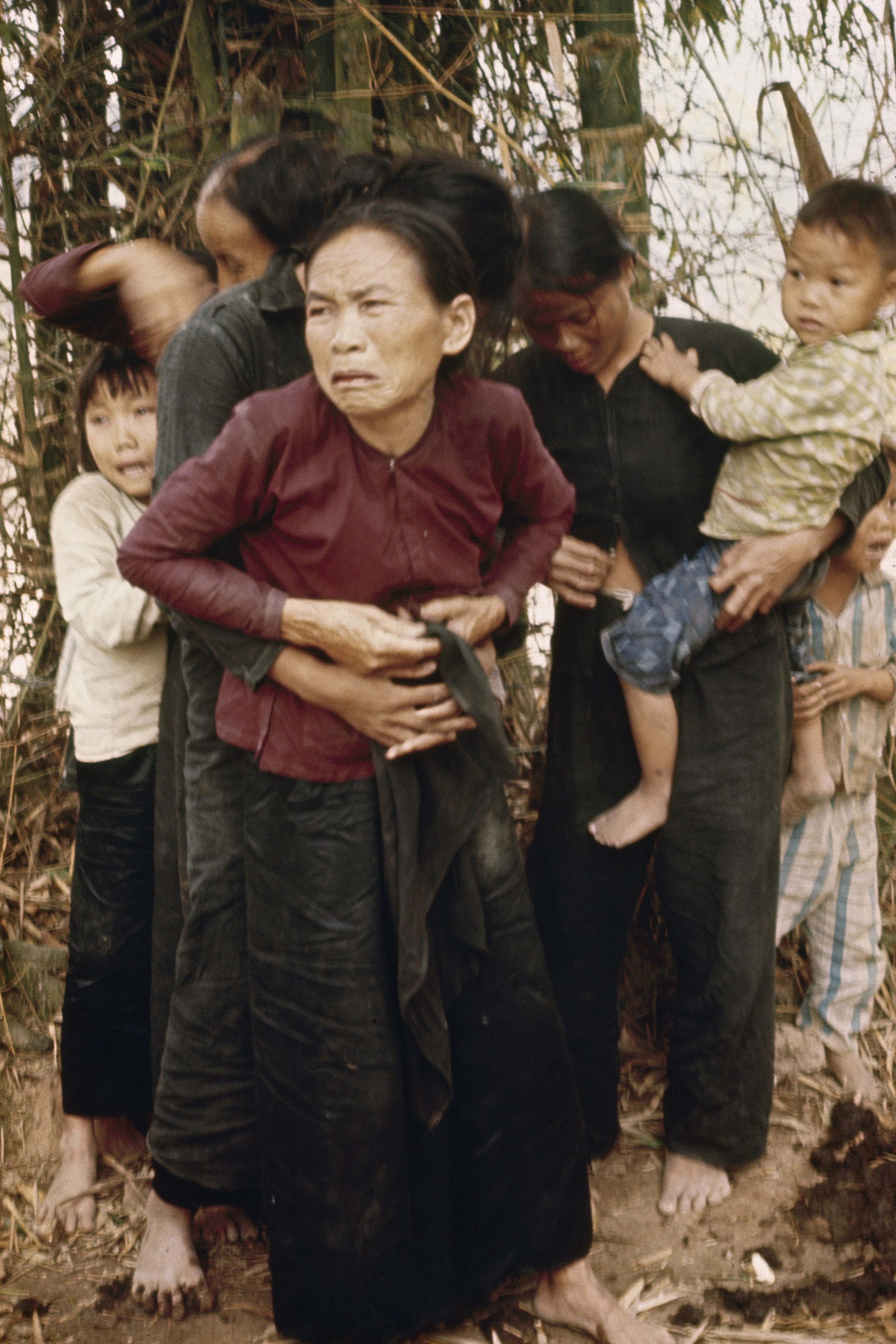
Fotografía tomada por Ronald L. Haeberle de mujeres y niños survietnamitas poco antes de ser asesinados durante la masacre de Mỹ Lai. Según Haeberle, los soldados intentaron arrancarle la blusa por la espalda a la joven que se abraza a la anciana en primer plano, tal vez su madre, que los recrimina intentando protegerla.

Según una fuente, entre 1965 y 1973 sólo 25 casos de violación cometidos por soldados del ejército y 16 por marines dieron lugar a condenas en cortes marciales que involucraban a víctimas vietnamitas. Daddis sostiene que el bajo número de denuncias y condenas comunicadas por el UCMJ, el único servicio que lleva un registro de sus casos de crímenes de guerra, demuestra las fallas del sistema del UCMJ.
El incidente de la colina 192 hace referencia al secuestro, violación en grupo y asesinato de Phan Thi Mao, una joven vietnamita : 1  por un escuadrón estadounidense durante la guerra de Vietnam: 1  el 19 de noviembre de 1966.: 2  La mujer fue violada, apuñalada y disparada en la cabeza por los soldados. Todos los soldados implicados se enfrentaron a sentencias judiciales y también fueron dados de baja deshonrosamente del ejército.: 3  La masacre de Mỹ Lai es otro incidente infame en el que casi 20 mujeres y chicas vietnamitas, algunas de tan solo 13 años, fueron violadas por las tropas estadounidenses.: 202 
En agosto de 1967, una niña vietnamita de 13 años fue violada por un interrogador estadounidense de la 196.ª Brigada de Infantería mientras la interrogaba como sospechosa de ser miembro del Frente Nacional de Liberación de Vietnam. Un tribunal militar general juzgó al soldado, lo destituyó de manera deshonrosa y lo condenó a 20 años de prisión con trabajos forzados. Sin embargo, su sentencia fue reducida a un año tras apelación. En total, estuvo encarcelado sólo siete meses y 16 días.
Según Daddis, el sistema UCMJ discriminó los derechos vietnamitas en favor de los derechos estadounidenses. El sistema judicial no protegió a las mujeres locales ni escuchó sus historias. Por ejemplo, funcionarios militares detuvieron a una mujer vietnamita de 20 años que luego denunció que 10 soldados estadounidenses la violaron mientras estaba encarcelada. La mujer sólo pudo identificar a dos de sus violadores cuando fue interrogada por los investigadores. Más tarde, declaró que «no estaba segura», y el caso fue rápidamente desestimado debido a la falta de pruebas suficientes para respaldar sus afirmaciones.

## Por personal surcoreano
Aproximadamente 320.000 soldados surcoreanos sirvieron en la guerra de Vietnam, y cada uno de ellos cumplía aproximadamente un período de servicio de un año. El número máximo de tropas alcanzó un máximo de 50.000 en 1968, y todas se retiraron en 1973. Durante todo el conflicto se produjeron violaciones de mujeres vietnamitas por parte de personal militar surcoreano, algunas de las cuales dieron lugar a embarazos forzados. Según Kim Nak-yeong, sargento de personal en Bình Khê en la provincia de Bình Định, Vietnam del Sur, de mayo de 1971 a junio de 1972, «Algunas de las unidades no causaron ningún problema porque tenían instrucciones estrictas de no dañar a los civiles. Sin embargo, escuché muchos comentarios sobre agresiones sexuales brutales que tuvieron lugar en todas las zonas de operaciones, y tengo entendido que existe una clara posibilidad de que fuera cierto». El mismo artículo de The Hankyoreh en abril de 2015 también habló de las declaraciones en entrevistas de diez ancianas vietnamitas que dijeron haber sido víctimas de agresiones sexuales perpetradas por el ejército surcoreano durante la guerra de Vietnam en la provincia de Bình Định. Una de ellas declaró: «Cuatro personas se turnaron para hacerlo conmigo, una de cada vez». Otra dijo: «Metían a las personas de una en una en la trinchera, me mantenían allí todo el día y toda la noche y me violaban una y otra vez».
En octubre de 2016, se informó que el jefe de la Asociación de Veteranos de Vietnam de Corea representaba a 831 víctimas en una demanda por difamación contra Ku Su-jeong por su entrevista de 2014 en el periódico japonés Shūkan Bunshun y su entrevista de 2016 en The Hankyoreh, así como por sus declaraciones en un vídeo. Según sus declaraciones, todas las afirmaciones sobre violencia sexual perpetrada por el ejército surcoreano durante la guerra de Vietnam eran "falsedades y falsificaciones", que las víctimas eran simplemente "miembros del Frente Nacional de Liberación de Vietnam disfrazadas de civiles" y que "no ocurrió violencia sexual alguna".

### Lai Đại Hàn
En vietnamita, «Lai Đại Hàn» es un epíteto despectivo que significa «sangre mezclada». Los niños vietnamitas-coreanos afirman que sus vidas se han visto arruinadas por la vergüenza en una cultura que no los ha reconocido ni a ellos ni las agresiones sexuales a las que fueron sometidas sus madres. Muchos son analfabetos porque se les niega la educación y tienen un acceso limitado a la atención sanitaria y a los servicios sociales. Se desconoce el número exacto de Lai Đại Hàn. Según Busan Ilbo, hay entre 5.000 y 30.000. Sin embargo, según Maeil Business, hay al menos 1.000. Un artículo de 1998, citado en un artículo de 2015, decía que el gobierno de Corea del Sur había estimado el número de Lai Đại Hàn en 1.500. La comunidad Lai Đại Hàn continúa enfrentándose a la exclusión social debido a su origen étnico mixto. Se conoce que muchos no saben leer ni escribir y la mayoría no tiene acceso a servicios básicos de salud o educación. Además de vivir con “estigma, vergüenza y prejuicio”, también se encuentran en una situación de pobreza extrema desde 2020. Un artículo publicado el 27 de marzo de 2020 en BBC News detalla algunos testimonios de las mujeres de la comunidad Lai Đại Hàn, que informan de que sus hijos «se han enfrentado a una vida de abuso, discriminación y burlas por ser Lai Đại Hàn». El padre de una víctima de violación fue golpeado hasta la muerte por personal del gobierno vietnamita poco después de terminar la guerra. Tanto el gobierno coreano como el vietnamita han dejado de lado o ignorado el asunto, y las solicitudes de la BBC para realizar un documental fueron rechazadas por el gobierno vietnamita.
Corea del Sur nunca ha reconocido las acusaciones de agresión sexual por parte de sus fuerzas contra mujeres y chicas vietnamitas (algunas de tan solo 12 años de edad) ni contra los niños concebidos como consecuencia de ellas. Justicia para Lai Đại Hàn (JLDH) es una asociación que busca el reconocimiento de Corea del Sur tanto para los niños nacidos como consecuencia de violaciones cometidas por tropas coreanas como para sus madres. Según JLDH, decenas de miles de niños nacieron como consecuencia de violaciones cometidas por tropas coreanas, y aproximadamente 800 madres aún viven hoy en día. Las mujeres vietnamitas violadas por personal surcoreano durante la guerra siguen pidiendo compensaciones. El 19 de octubre de 2015, una petición con cerca de 29.000 firmas pidió a la presidenta surcoreana Park Geun-hye una disculpa formal del gobierno surcoreano por las violaciones y agresiones sexuales sistemáticas perpetradas por soldados surcoreanos durante la guerra. Según Nadia Murad, Premio Nobel de la Paz 2019, los Lai Đại Hàn han estado marginados durante mucho tiempo en la sociedad vietnamita. También dijo «mientras colaboramos para buscar justicia, las víctimas y sus familias merecen ser reconocidas» También en 2019, el ministro de Asuntos Exteriores británico , Jack Straw, pidió al Consejo de Derechos Humanos de las Naciones Unidas que iniciara una investigación exhaustiva sobre los abusos sexuales durante la guerra de Vietnam, y ha instado a Corea del Sur "a afrontar un período turbio de su pasado".

## Opiniones académicas
Según Gina Marie Weaver en su libro La ideología de olvidar la violación en la guerra de Vietnam (del inglés, "Ideologies of Forgetting Rape in the Vietnam War"), el papel que ha tenido la violación en la guerra de Vietnam ha sido omitido de la narrativa.: 1  El impacto de la guerra sobre las mujeres ha cambiado considerablemente, ya que en los siglos XX y XXI ha evolucionado hacia una guerra total. Weaver sostiene que el hecho de que Estados Unidos haya sustituido el debate nacional sobre la guerra por "los problemas médicos y psicológicos de los veteranos de Vietnam" ha suprimido los traumas experimentados por "las verdaderas víctimas de la guerra de Vietnam: las civiles vietnamitas, es decir, las mujeres". Weaver sostiene que, al reconocer las atrocidades cometidas por los soldados estadounidenses en Vietnam, la capacidad de los estadounidenses de ver al veterano como una víctima se vería "mitigada" o posiblemente "destruida".: 11 
Según Daddis, las violaciones en grupo fueron comunes durante toda la guerra, supuestamente porque el personal militar de los Estados Unidos implementó una "política sistemática y deliberada de violencia" contra el pueblo vietnamita. Numerosos miembros del personal consideraban que tanto las relaciones sexuales consentidas como las violaciones forzadas eran resultados consagrados de la batalla, ya fuera como «recompensas merecidas» o como «daños colaterales».
Según Gina Marie Weaver, las fuentes primarias están plagadas de relatos de violencia, incluidos testimonios proporcionados en audiencias abiertas celebradas durante la guerra, casos judiciales, investigaciones militares, informes orales reunidos para su publicación durante y mucho después de la guerra, y obras literarias, como poemas, novelas y memorias.: 6  Además, Weaver sostiene que el discurso estadounidense en torno a la guerra de Vietnam se ha centrado en gran medida sólo en las experiencias estadounidenses y el coste que tuvo para Estados Unidos. Existen fuentes primarias de mujeres vietnamitas sobre el abuso sexual sufrido, pero debido a la naturaleza del abuso, es más difícil hablar de ello debido a su «naturaleza profundamente privada». Weaver concluye que la «verdadera curación» se da cuando el público escucha a las víctimas de la guerra y se involucra en la recuperación de Vietnam.

## Prevalencia en los medios de comunicación
Según Mark Heberle, a pesar de que la violencia de la guerra suele representarse en su totalidad, con batallas violentas y atrocidades cometidas por ambos bandos, la violación y la violencia sexual se evitan con frecuencia y en algunos casos se omiten deliberadamente en la mayoría de las películas. Aunque los veteranos han dado testimonio de tales crímenes desde hace mucho tiempo, las producciones bélicas de Hollywood han alterado u omitido los relatos de los veteranos de tal manera que niegan su existencia o dan a entender que fueron obra de desviados en lugar de soldados comunes. En Corea del Sur, los análisis de obras que abordan los controvertidos recuerdos de la guerra de Vietnam exploran las limitaciones y posibilidades "estéticas, éticas y políticas" de representar el abuso sexual y las disculpas (in)condicionales en el contexto de las artes visuales.
El incidente de la colina 192 está representado en un libro de Daniel Lang. : 4  La película O.k. de 1970 de Michael Verhoeven se basó en el mismo incidente. La película Casualties of War de 1989 se basó en el libro de Lang y fue dirigida por Brian De Palma.: 4  La película de De Palma contiene escenas que no aparecen en el relato de Lang sobre el incidente. Estas secuencias incluyen una escena en la que los hombres presencian la muerte de su mejor amigo a manos de las fuerzas del Frente Nacional de Liberación de Vietnam y una escena en la que se da a entender que estos soldados no habrían planeado secuestrar y violar a una chica vietnamita si se les hubiera permitido descargar su «ira, agresión y necesidades sexuales en prostitutas». Además, Peter Conolly-Smith sostiene que al utilizar a un transeúnte como espectador de la violencia sexual, la película se exime de responsabilidad y permite una recreación gráfica del acto. Esto lleva a la conclusión de que la violencia sexual en las películas de combate prospera gracias a una «confirmación (por muy críticamente articulada que sea) de la hegemonía estadounidense» que se logra mediante la dominación y la subyugación de las personas, y en particular de las mujeres, de color.
En sus memorias When Heaven and Earth Changed Places, Le Ly Hayslip escribió sobre su experiencia siendo violada por soldados del Viet Cong cuando tenía catorce años. La película El cielo y la tierra de Oliver Stone de 1993 se basó en sus memorias. Elisabeth Wood afirma que los libros Entre el cielo y la tierra, de Le Ly Hayslip, y Entonces llegaron los estadounidenses, de Martha Hess, dan voz a las mujeres agredidas sexualmente durante la guerra.: 7 
En el libro Against Our Will de Brownmiller, su capítulo sobre la guerra ofrece una investigación de treinta páginas sobre la explotación sexual de las mujeres en Vietnam, citando información que ha salido a la luz desde 1975.: 6 